# 馬克斯普萊斯 (加利福尼亞州)
馬克斯普萊斯（英語：Marks Place）是位於美國加利福尼亞州門多西諾縣的一個非建制地區。該地的面積和人口皆未知。

## 地理
馬克斯普萊斯的座標為39°42′12″N 123°09′28″W / 39.70333°N 123.15778°W，而該地的平均海拔高度為528米（即1732英尺）。